# جنگ کلیساها میان روسیه و اوکراین

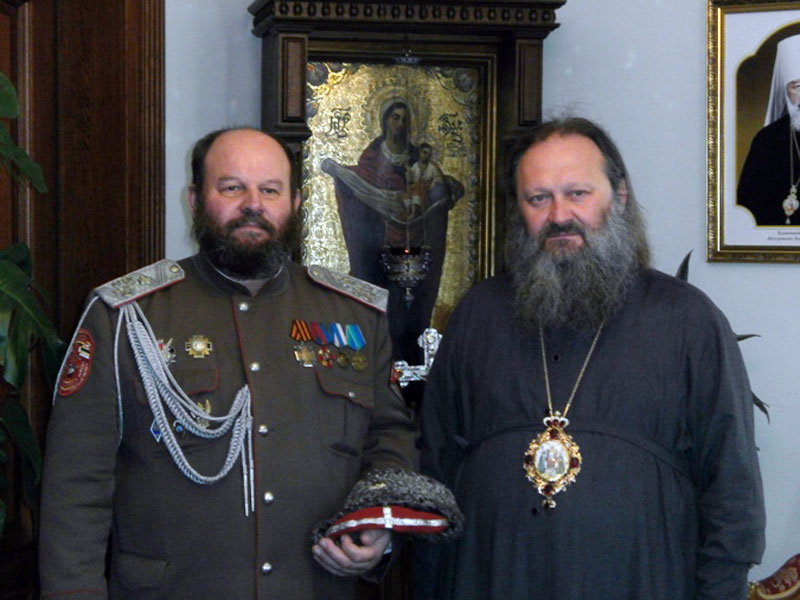
رئیس لاورا پاولو (لبید) کیف پچرسک و سرگئی کریشتال، یک «ژنرال قزاق» روسی، در جریان تور با نماد تزار نیکلاس دوم در اوکراین. «فرقه» تزار کشته شده و خانواده اش به ابزار تبلیغاتی هوادار روسیه و امپراتوری برای معتقدان ارتدوکس در اوکراین تبدیل شده‌است.

درگیری میان کلیساهای روسیه و اوکراین مجموعه ای از اقدامات خصمانه کلیسای ارتدوکس روسیه و شاخه آن در اوکراین، کلیسای ارتدکس اوکراین (پتریارسالاری مسکو) علیه دولت اوکراین است. این بخشی از تلاش‌های تاریخی روسیه برای سرکوب کلیسای ارتدکس اوکراین و تبدیل آن به زیرمجموعه کلیسای ارتدکس مسکو است که در سال ۱۶۸۶ آغاز شده‌است.
یکی از ارکان رویارویی کلیساها در سده بیست و یکم، جنگ روسیه و اوکراین بود که کلیساهای ارتدکس در اوکراین نگرش متفاوتی نسبت به آن داشتند. شاخه کلیسای ارتدکس روسیه در اوکراین تا حدی از تجاوز روسیه به دونباس و همچنین الحاق کریمه به فدراسیون روسیه در سال ۲۰۱۴ پشتیبانی کرد.

## هنگامه
پیش از ایجاد کلیسای ارتدکس اوکراین (OCU) در ۲۰۱۸–۲۰۱۹، که کاملاً قانونی و مستقل از پاتریارسالاری مسکو بنیاد نهاده شده بود، کلیسای ارتدکس روسیه (ROC) و شعبه آن در اوکراین، کلیسای ارتدکس اوکراین پاتریارسالاری مسکو (UOC-MP) توسط سرویس‌های ویژه برای انجام تبلیغات شوروی در اتحاد جماهیر شوروی و در اوکراین مستقل استفاده می‌شد. هدف تبلیغات کاهش خودآگاهی ملی بود. سلسله مراتب ROC و UOC-MP اغلب بیان می‌کردند که روس‌ها و اوکراینی‌ها یک ملت بدون هیچ تفاوتی هستند.
یکی از دلایل رویارویی کنونی بین کلیساها، تعداد بسیار نامتناسب مؤمنان و کلیساها در اوکراین است؛ بنابراین، طبق داده‌های سال ۲۰۱۱، کلیسای روسیه ۴۲٫۵ درصد از کلیساها را کنترل می‌کرد و تنها ۲۹٫۴ درصد از مؤمنان داشت، در حالی که کلیسای ارتدکس اوکراین مستقل پاتریارسالاری کیف (UOC-KP)، که سلف کلیسای ارتدکس اوکراین OCU ، کنترل ۱۵٫۴ درصد از کلیساها را در اختیار داشت و ۳۹٫۸ درصد دینداران در آن بودند. در سال ۲۰۱۶، نسبت مؤمنان ۴۵٫۷ درصد در مقابل ۱۳٫۳ درصد به نفع UOC-KP بود.

### یورومیدان
در طول انقلاب کرامت، UOC-KP، بر خلاف UOC-MP، به شدت از آرمان‌های مردم اوکراین برای آزادی پشتیبانی کرد و در کنار آنها قرار گرفت. صومعه اصلی UOC-KP در کیف، کلیسای جامع سنت مایکل، در ۱ دسامبر ۲۰۱۳ به پایگاه اصلی تظاهرات تبدیل شد و به‌طور قابل توجهی بر موفقیت انقلاب تأثیر گذاشت.

### جنگ روسیه و اوکراین
در طول جنگ روسیه و اوکراین، ROC و UOC-MP از روایت اصلی تبلیغات کرملین حمایت کردند که در دونباس هیچ نیروی روسی وجود ندارد بلکه فقط شورشیان محلی وجود دارد؛ بنابراین آنها جنگ روسیه و اوکراین را به یک جنگ داخلی داخلی تقلیل دادند.
در ۲۲ دسامبر ۲۰۱۸، رئیس‌جمهور پترو پوروشنکو قانونی را امضا کرد که به موجب آن UOC-MP ملزم به نشان دادن وابستگی خود به ROC بود.